# عقاب صحرا
عقاب صحرا فیلمی به کارگردانی مهرداد خوشبخت و نویسندگی عباس اکبری محصول سال ۱۳۹۱ است.
این فیلم یک پروژه فاخر سینمایی با بودجه دو و نیم میلیارد تومانی است که مهرداد خوشبخت ساخت و داستانی تاریخی دارد که در سال‌های ششم تا هشتم هجری و از حدیبه تا فتح مکه رخ می‌دهد.